# Harrachov
Harrachov (nemško Harrachsdorf) je kraj ob reki Mumlavi na severnem Češkem, 4 km od češko-poljske meje. Leži ob gorovju Krkonoši, na višini 650 metrov.  
Harrachov je, poleg Liberca, eno izmed največjih zimskošportnih središč na Češkem, z veliko smučarskimi progami od vznožju Čertove Hore (1020 m), pa tudi tekmi svetovnega pokala v smučarskih skokih na bližnjih skakalnicah.